# Adjaméné
Adjaméné est une localité située au sud-ouest de la Côte d'Ivoire, et appartenant au département de San-Pédro, dans la région de San-Pédro.
La localité d'Adjaméné est un chef-lieu de commune.